# سیاه‌ماهی (سرده)
سیاه‌ماهی (Capoeta) سرده‌ای از ماهی‌های آب شیرین خانواده کپورماهیان است. این سرده شامل ۱۸ گونه است که چند گونه آن در ایران یافت می‌شود و از پراکنش وسیعی برخوردار است و در برخی از قنات‌ها و چشمه‌ها تنها ماهی قابل مشاهد است. برخی از گونه‌های آن از اهمیت تجاری برخوردار بوده و توسط صیادان محلی صید می‌گردند. از گونه‌های معروف آن می‌توان سیاه‌ماهی فلس درشت، فلس ریز و زیرگونه هرات را نام برد. یکی از ویژگی‌های بارز اغلب گونه‌های این سرده داشتن یک جفت سبیلک نسبتاْ بلند است.